# Гайманова могила
Гайма́нова Моги́ла — скіфське поховання, яке відносять до категорії «царських» (поховання з великою кількістю коштовних прикрас та предметів побуту), в Україні, біля села Балки Василівського району Запорізької області, створення якого датується IV століттям до н. е.

## Експедиція
Дослідження могили проводилося науковцями Інституту археології АН України у 1969—1970 роках в рамках програми термінового археологічного дослідження майбутньої зони меліорації на півдні України. Створену для цього Північно-Рогачицьку (згодом Запорізьку) експедицію очолював досвідчений український археолог Василь Бідзіля. До складу експедиції входили також відомі українські археологи Борис Мозолевський (дослідник Товстої Могили) та Олексій Тереножкін (перший керівник Північно-Рогачицької експедиції).

## Опис об'єкта
Гайманова Могила — найбільший насип у групі з 46-ти скіфських поховальних насипів поблизу села Балки. Походження назви (Гайманова) невідоме.
Висота насипу Гайманової Могили — 8-9 м, діаметр — близько 70 м. Довкола насип було обкладено кріпидою з вертикальних плит з білого вапняка.

## Знахідки
Поховання розкрито і досліджено у 1969—1970 роках експедицією АН УРСР в рамках програми археологічного дослідження майбутньої зони меліорації на півдні України. Для цього була створена Південно-Рогачиська (пізніше — Запорізька) наукова археологічна експедиція, яку очолив археолог Василь Бідзіля.

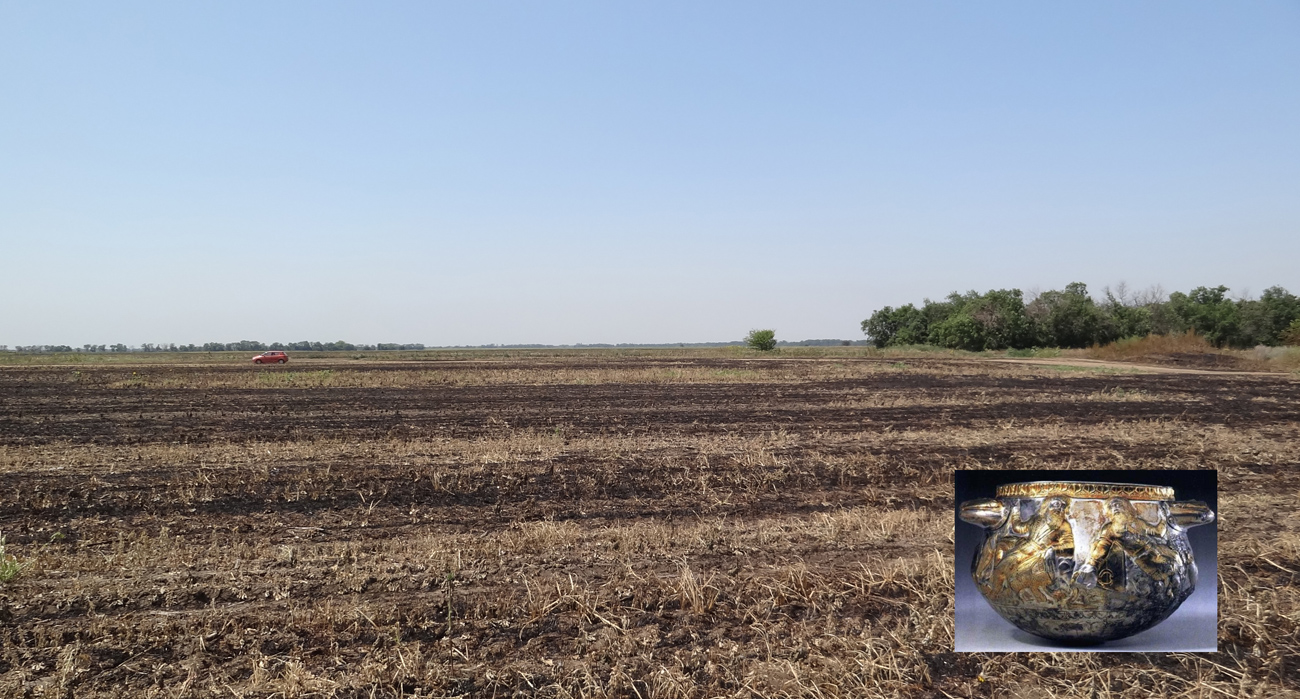
Місцевість, де був розкопаний курган «Гайманова могила»

Перш ніж приступити до дослідження Гайманової Могили експедицією було досліджено понад 20 менших поховальних насипів, бо зазвичай найбільші поховання виявлялися пограбованими ще у стародавні часи. В цьому випадку 22 розкопаних поховання виявились повністю розграбованими.
В процесі розкопки самої Гайманової Могили було знайдено чотири розграбованих поховання (2 чоловічих та 2 жіночих), в жіночому збереглися шкіряні черевики з золотими бляшками, а також 2 скелета, ймовірно, рабів без речей і скелет коня та декілька цінних дрібничок й ніша з предметами побуту, переважно посудом. Борис Мозолевський виявив потаємну камеру (тайник) в похованні зі значною кількістю цінних предметів. Експонати свідчать про високорозвинену культуру скіфів. Найцікавіша срібна з позолотою чаша, прикрашена рельєфними зображеннями скіфських воїнів. Також знайдено амфори, бронзові котли, таця, жаровня, тарелі, відерця, ойнохоя з голівками сатира й сілена на ручці, 2 дерев'яні чаші з золотими оббивками, срібні глеки, 2 срібних ритона із золотими оковами у вигляді голів, барана лева та ін. На дні овальної катакомби знайдено понад 250 золотих прикрас, виконаних у скіфському звіриному стилі. Повне дослідження показало, що Гайманова Могила, скоріш за все, була скіфською родинною царською усипальницею.
Виявлення могили з золотими і срібними предметами побуту (більш 20 найменувань, не рахуючи дрібних прикрас й фібул) скіфських царів стало найбільшою знахідкою в історії археології Європи з 1912 року (розкопки Чортомлика). На думку дослідників, Гайманова Могила, швидше за все, була родовою усипальницею представників скіфського царського роду. 
Чаша, ритони і срібні ковші Гайманової Могили були відразу ж передані до Ермітажу для реставрації, а згодом повернулися до Києва. Нині знахідки з Гайманової Могили експонуються в Скарбниці Національного музею історії України.